# Filtración de fotografías de la señora del Bacchus de 2018
La filtración de fotografías sexuales de la señora del Bacchus fue un escándalo sexual ocurrido en Corea del Sur el 22 de julio de 2018, cuando se distribuyeron a través del Almacén de Ilbe fotografías de una anciana desnuda manteniendo relaciones sexuales.

## Incidente
El 22 de julio de 2018, alrededor de las 11:00 p. m. (KST), se hizo una publicación en el sitio de almacenamiento de Ilbe con el título: "Ilgey, de 32 años, ahorró dinero de su bolsillo y se comió a una señora del Bacchus de 74 años.jpg." El autor del artículo adjuntó cuatro fotografías de una anciana desnuda con sus genitales expuestos y escribió: "La 'claridad postorgásmica' viene. La madre, el padre y el hijo feo se van". A las 7 p.m. del 23 de julio, la publicación fue eliminada, pero "Bacchus" apareció como un término de búsqueda popular en el almacén de Ilbe, y se escribieron alrededor de 100 publicaciones relacionadas.
A medida que la foto se difundió en varios sitios comunitarios, incluida la Domestic Baseball Gallery de DC Inside (el foro más grande de Corea del Sur), se difundieron publicaciones que insultaban a la anciana en cuestión. La foto en sí pasó a conocerse como Halkas, y apareció un emoticono utilizando la foto en DC, conocido como Halkascon, que sería eliminado la mañana del día 24.

## Reacciones
A medida que se difundió el artículo, 'Ilbe Bacchus Nam' ascendió al tope de los términos de búsqueda en tiempo real de Naver. A medida que creció la controversia, se publicó una petición al gobierno de Corea del Sur para encontrar al autor. Al igual que en otro incidente de distribución de fotografías de una modelo de Hongdae desnuda, en Womad (un sitio feminista radical surcoreano), se publicó una petición para rastrear y exponer al autor de las fotografías, así como amenazas de muerte contra el mismo.

## Arresto
El 3 de agosto de 2018 se supo que el autor de la publicación había sido detenido. La comisaría de policía de Cheonan Dongnam arrestó e investigó al autor acusado de violar la Ley de Promoción de la Utilización de las Redes de Información y Comunicaciones y de Protección de la Información. La policía afirmó que «El Sr. A, que es miembro de Ilbe, afirmó que publicó la foto porque quería atraer la atención de otros miembros y ver sus reacciones. Dijo que no tomó la foto él mismo, sino que solo subió la foto». El forero fue sentenciado a una multa de cinco millones de wones, al archivo de sus datos en el registro de delincuentes sexuales, y a 40 horas de programa de tratamiento de violencia sexual por el Tribunal de Distrito de Daejeon, el 17 de abril de 2019. El autor original de las fotos también fue arrestado y resultó ser un funcionario de Seocho-gu en Seúl. El funcionario fue arrestado y sentenciado a seis meses de prisión en septiembre de 2018, saliendo en libertad en febrero de 2019. La oficina de Seocho-gu lo despidió en diciembre de 2018.